# Nebelfluid
Aus Nebelfluid wird vom Lightjockey Nebel für meist kurzzeitige Showeffekte oder zur Hervorhebung der Lichtstrahlen erzeugt.

## Systeme
Nebelfluide für gebräuchliche Nebelmaschinen bestehen hauptsächlich aus destilliertem Wasser und Propylenglycol. Daneben gibt es noch Systeme, in denen wasserfreie Öle eingesetzt werden. Zusammensetzung und verwendete Chemikalien variieren und werden vom Hersteller zumeist nicht angegeben. Einigen Fluiden liegen TÜV-Gutachten bei. Durch mäßige Erwärmung ohne Verbrennen der Bestandteile des Fluids kommt es zur Nebelbildung. Der Verbrauch in Diskotheken bewegt sich in der Größenordnung einiger Liter pro Nacht.
Je höher die „Standzeit“ in der Luft, desto höher ist auch die Konzentration stabilisierender Zusätze. Auch Glycerin gehört zu den Stoffen, die die Standzeit des Nebels erhöhen. Falls dieses über eine Vernebelung hinaus durch zu hohe Temperaturen verbrannt wird, kann es hierbei zu einer Bildung des sehr giftigen und karzinogenen Acrolein kommen. Eine zuverlässige Temperaturregelung der Nebelmaschinen durch ausreichenden und somit kühlenden Liquidnachfluss oder auf elektronische Weise ist also wichtig.
Weitere Anwendungsgebiete sind die elektrische Zigarette, der Modelleisenbahn-Dampflok-Schlot sowie Hazer, welche meist dasselbe Fluid benötigen.
Neben den genannten Showeffekten macht der Nebel auch Luftströmungen sichtbar und kann so auch die Wirksamkeit von Lüftungen und Abzügen überprüfen. Gaslecks können gefunden werden, indem der Nebel in geschlossene Systeme oder auf vermutete Austrittsstellen eines unter Druck stehenden Systems gegeben wird, wo er im positiven Falle sichtbar verwirbelt. In Kanalsystemen werden durch Nebelflutung alle Aus- und Eintrittsstellen sichtbar. So können meist ohne Betreten von Privatgelände illegale Einleitungen nachgewiesen werden. Zum Beispiel könnte eine Dachrinne in einem Trennsystem an die Schmutzwasser- statt an die Regenwasserkanalisation angeschlossen sein. Auch umgekehrte Vertauschungen wären möglich. Bei Gebäuden kann so auch die vorgeschriebene Dachentlüftung des Schmutzabwasserrohres überprüft werden. In allen Fällen kann die menschliche Wahrnehmung des Nebels durch möglichst auf die Einsatzstelle gebündeltes Licht und geringe Umgebungshelligkeit verstärkt werden.
Bevor das heutige Nebelfluid seit den 1970er Jahren zum Einsatz kam, wurde zur Nebelerzeugung deutlich aufwändiger Trockeneis in erwärmtes Wasser gegeben. Der so erzeugte Nebel hinterließ anders als das neuere Fluid starke Feuchtigkeit am Einsatzort, z. B. auf Tanzflächen und war so weniger geeignet. Effektnebel kann auch durch Entspannen und Verdampfen von flüssigem Kohlenstoffdioxid erzeugt werden. Dazu werden Druckgasflaschen  mit Steigrohr verwendet und ein Rohrstück mit großem Volumen im Anschluss an die Entspannungsdüse. Ein Teil des CO2 tritt als „Kohlensäure-Schnee“ aus, sein Sublimieren kühlt die Umgebungsluft, aus der dadurch Wasserdampf als Nebel kondensiert.

## Bestandteile
1973 entwickelte der in Schenefeld bei Hamburg lebende Günther Schaidt das heutige Nebelfluid und Maschinen dafür. In diesen wird ein Gemisch aus bidestilliertem Wasser (um mineralische Rückstände zu verhindern) und hochreinen Glykolen etwa mit einer Kolbenpumpe durch ein Rückschlagventil in ein rohrförmiges auf ca. 300 °C erhitztes Heizelement mit enger Mensur gepresst und verdampft. Der Glykoldampf kondensiert dann beim Austritt aus der Düse des Geräts bei gleichzeitigem Strahlzerfall zu „sichtbarem Nebel“ in Form mikroskopisch kleiner Tröpfchen (Aerosol) aus. Schaidt bekam für diese Entwicklung in Hollywood einen Technik-Oscar.

## Abkürzungen
Gängige Abkürzungen sind:
F-F Fast Fog Fluid mit einer normalen Dichte und extrem kurzen Standzeit (CO2-Effekt).
B   Standardfluid mit einer normalen Dichte und mittellangen Standzeit.
C   Standardfluid mit einer normalen Dichte und einer hohen Standzeit.
P   Profi-Fluid mit hoher Dichte und langer Standzeit.
E   Extrem-Fluid mit hoher Dichte und sehr langer Standzeit.
DSA Spezial-Fluid mit hoher Dichte und kurzer Standzeit.
X   Extrem-Fluid mit extremer Dichte und extrem langer Standzeit.